# Гемлок (Огайо)
Гемлок (англ. Hemlock) — селище (англ. village) в США, в окрузі Перрі штату Огайо. Населення — 142 особи (2020).

## Географія
Гемлок розташований за координатами 39°35′33″ пн. ш. 82°9′8″ зх. д. / 39.59250° пн. ш. 82.15222° зх. д. (39.592544, -82.152354).  За даними Бюро перепису населення США в 2010 році селище мало площу 0,97 км², з яких 0,96 км² — суходіл та 0,01 км² — водойми.

## Демографія
Згідно з переписом 2010 року, у селищі мешкало 155 осіб у 56 домогосподарствах у складі 46 родин. Густота населення становила 160 осіб/км².  Було 71 помешкання (73/км²).
Расовий склад населення:
| - 100,0 % — білих |

До двох чи більше рас належало 0,0 %. Частка іспаномовних становила 0,0 % від усіх жителів.
За віковим діапазоном населення розподілялося таким чином: 25,2 % — особи молодші 18 років, 63,2 % — особи у віці 18—64 років, 11,6 % — особи у віці 65 років та старші. Медіана віку мешканця становила 39,4 року. На 100 осіб жіночої статі у селищі припадало 98,7 чоловіків;  на 100 жінок у віці від 18 років та старших — 103,5 чоловіків також старших 18 років.
Середній дохід на одне домашнє господарство  становив 43 290 доларів США (медіана — 38 906), а середній дохід на одну сім'ю — 48 451 долар (медіана — 50 417). Медіана доходів становила 51 875 доларів для чоловіків та 34 375 доларів для жінок. За межею бідності перебувало 23,1 % осіб, у тому числі 42,9 % дітей у віці до 18 років та 4,3 % осіб у віці 65 років та старших.
Цивільне працевлаштоване населення становило 68 осіб. Основні галузі зайнятості: освіта, охорона здоров'я та соціальна допомога — 36,8 %, роздрібна торгівля — 25,0 %, виробництво — 11,8 %, будівництво — 8,8 %.